# Foveosculum foveatum
Foveosculum foveatum är en stekelart som först beskrevs av Cameron 1906.  Foveosculum foveatum ingår i släktet Foveosculum och familjen brokparasitsteklar. Inga underarter finns listade i Catalogue of Life.